# Гладышево (Рыбинский район)
Гладышево – деревня на территории Николо-Кормской сельской администрации Покровского сельского поселения Рыбинского района Ярославской области .  
Деревня расположена на правом берегу реки Корма вблизи её впадения в Волгу, ниже её на том же берегу уже непосредственно в устье находится база отдыха «Чёрная речка». Выше по течению деревня Кочевка Вторая. На противоположном, левом берегу Кормы на автомобильной дороге Р104 на участке Углич-Рыбинск расположена деревня Юркино. В окрестностях деревни – садовые товарищества.
Деревня Гладышева указана на плане Генерального межевания Рыбинского уезда 1792 года.
Численность постоянного населения на 1 января 2007 года – 3 человека .  
Транспортное сообщение деревни через рейсовый автобус по дороге Р104 в деревне Юркино связывает деревню с Рыбинском, Мышкиным и Угличем. Администрация сельского поселения в поселке и центр врача общей практики находится в посёлке Искра Октября (по дороге в сторону Рыбинска). В селе Никольском (также в сторону Рыбинска) – центр сельской администрации,  почтовое отделение  , школа, клуб. Действующая церковь и кладбище в селе Николо-Корма.